# Asrat Megersa
Pour les articles homonymes, voir Asrat et Megersa.
Asrat Megersa Gobena est un joueur éthiopien de football évoluant au poste de milieu de terrain au sein du club d'EEPCO.

## Carrière
Il commence sa carrière au sein du club d'EEPCO lors de la saison 2008-2009.
En janvier 2013, il est appelé par le sélectionneur Sewnet Bishaw pour faire partie du groupe des 23 joueurs participants à la phase finale de la Coupe d'Afrique des nations 2013.